# Crypte des Capucins
 (décembre 2018).

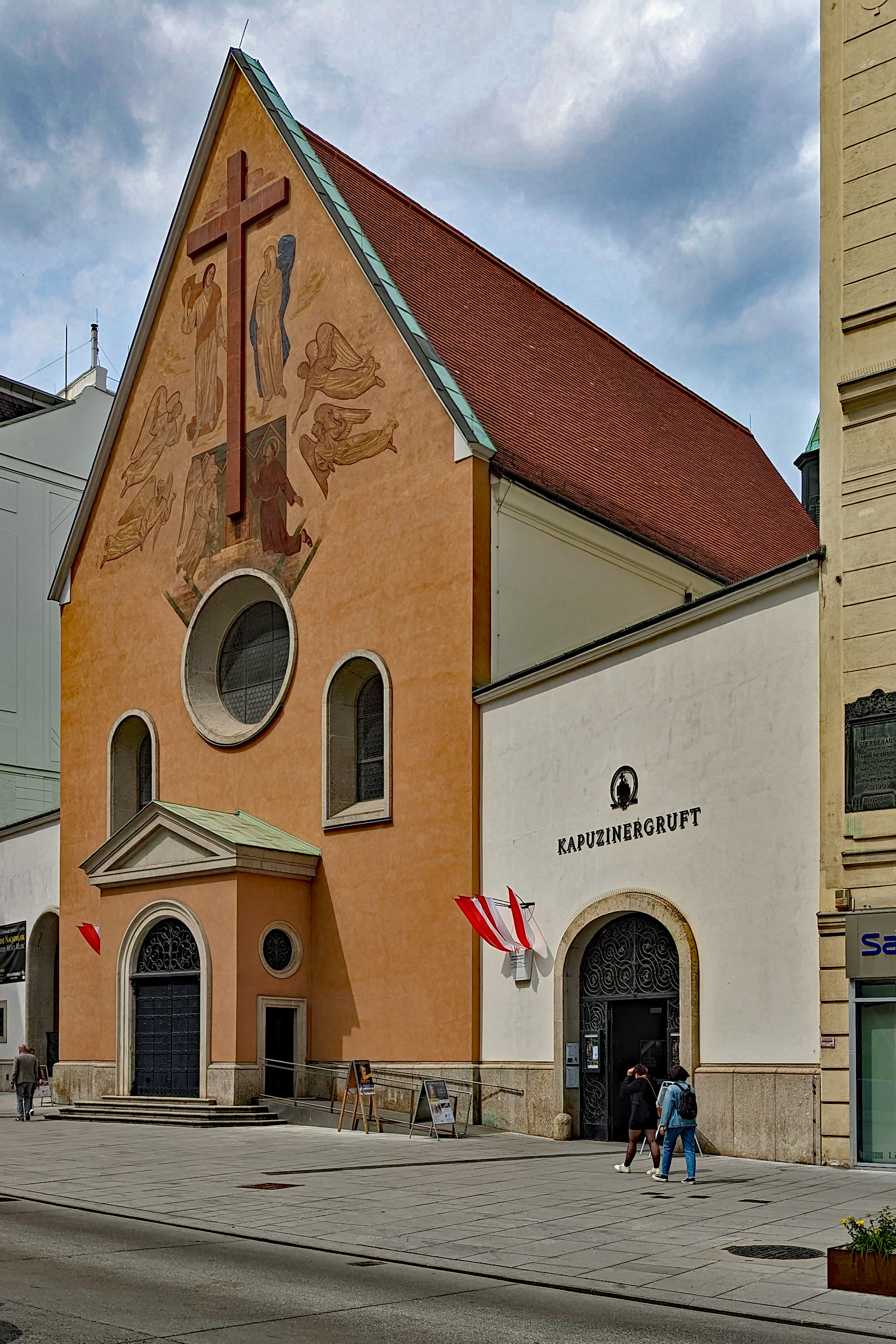
Église des capucins avec à droite l'entrée de la crypte.

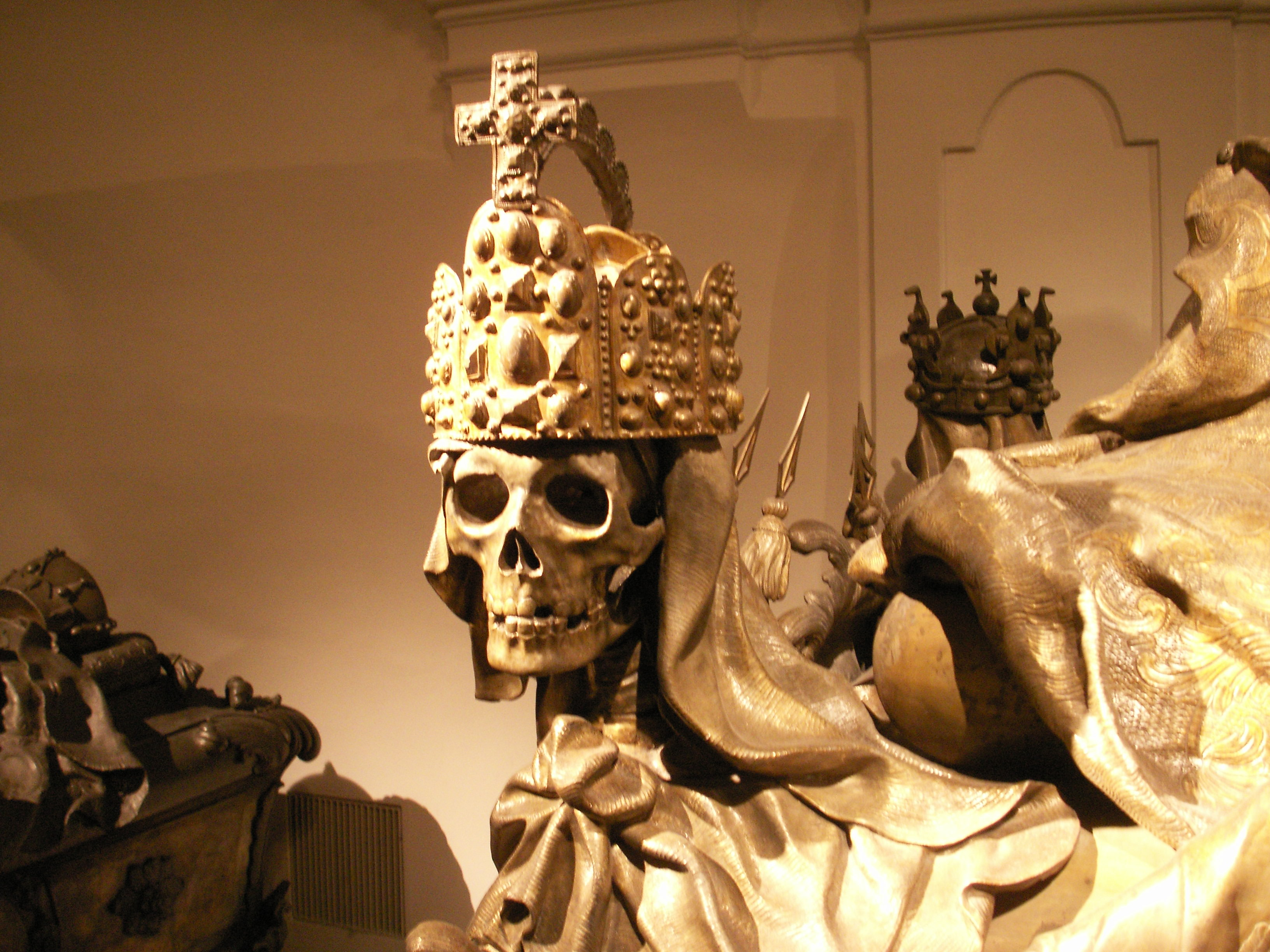
Détail d'un crâne avec la couronne impériale sur le sarcophage de l'empereur Charles VI.

La crypte des Capucins à Vienne renferme les sépultures de la maison de Habsbourg depuis 1633, famille ayant régné sur le Saint-Empire romain germanique et sur l'Autriche ainsi que la Hongrie et la Bohême (hormis le dernier empereur, Charles Ier, enterré à Madère).

## Historique
Sa fondation date des années 1620. L'impératrice Anne avait demandé dans son testament en 1618 la construction d'une tombe pour elle et son mari dans le couvent des Capucins à Vienne. La construction débuta en 1622 et dura onze ans. Ce n'est qu'en 1633 que l'impératrice et son mari, l'empereur Matthias, y furent enterrés.
Depuis sa fondation, la crypte a été agrandie huit fois. L'empereur Ferdinand III commanda une première extension de la crypte, ce qui créa un lieu de sépulture héréditaire de la famille Habsbourg. Avec l'avènement au pouvoir de son successeur Léopold Ier en 1657, celui-ci commanda l'élargissement de la « crypte Léopold » (à qui il donna son nom) qui se trouve directement sous la nef principale de l'église des Capucins. En 1701, on élargit encore une fois la crypte.
La « crypte Charles » se situe sous le chœur des moines de l'église des Capucins et est remarquable d'un point de vue artistique. Elle est dans le prolongement de la « crypte Léopold » et fut construite sous les empereurs Joseph Ier (1710) et Charles VI (1720) par Lukas von Hildebrandt. Elle accueille huit sarcophages.
« La crypte Marie-Thérèse » est la construction la plus brillante de la crypte des Capucins. Ce mausolée fut construit en 1753 sous le jardin de la sacristie, par Jean-Nicolas Jadot de Ville-Issey et Nicolò Pacassi en style rococo. L'espace est occupé par un grand sarcophage double de l'impératrice Marie-Thérèse d'Autriche et de l'empereur François Ier, de style baroque tardif, qui est dû à Balthasar Ferdinand Moll (en). En tout, on trouve seize personnes enterrées dans cette crypte.
En 1824, l'empereur François Ier d'Autriche se décide à une nouvelle extension du lieu de sépulture impérial, puisqu'il n'y a plus de place ni pour lui ni pour sa descendance. La « crypte François » est octogonale et accueille cinq cercueils disposés symétriquement.
La « crypte Ferdinand » et la « crypte de Toscane » datent de 1842. La « crypte Ferdinand » accueille trente-huit personnes dont seuls l'empereur Ferdinand Ier d'Autriche et son épouse l'impératrice Marie-Anne de Sardaigne disposent d'un sarcophage chacun. Les autres personnes sont enterrés dans les murs de la crypte. Quant à la « crypte de Toscane », son nom vient de la lignée secondaire des Habsbourg-Toscane qui ont régné sur le grand-duché de Toscane. Primitivement, cette crypte ressemblait à un dépôt de cercueils secondaires, mais aujourd'hui elle héberge quatorze sarcophages. Ceux-ci sont très simples et travaillés de cuivre ou de fonte jaune.
En 1908, à l'occasion de son soixantième anniversaire de gouvernement, l'empereur François-Joseph Ier fait aménager des espaces de caves du cloître des capucins pour les transformer en chapelle et mausolée digne pour lui-même, son épouse Élisabeth et l'héritier du trône Rodolphe. Après l'achèvement de la « crypte François-Joseph » et de la chapelle, les cercueils d'Élisabeth et Rodolphe primitivement installés dans la « crypte Ferdinand » sont transférés dans cette nouvelle crypte. À sa mort en 1916, François-Joseph y rejoint son épouse et son fils.
Lors de la Première Guerre mondiale, alors que l'Italie et l'Empire austro-hongrois sont en guerre, le couvent de Kostanjevica (Görz) (où est inhumé Charles X de France et sa famille) est bombardé. L'impératrice d'Autriche-Hongrie, Zita de Bourbon-Parme, petite-fille de Louise de Parme (qui y est également inhumée), fait alors évacuer les sarcophages du couvent vers la crypte des Capucins. Ils reviennent à Görz en 1932.
Le manque de place de la crypte de Toscane ayant rendu l'entretien des objets presque impossible, on décida de créer en 1960 une nouvelle crypte sous le jardin du cloître de l'église des capucins, avec un espace climatique favorable pour une meilleure conservation des cercueils. La nouvelle crypte a une taille de 280 m2 et offre un espace pour vingt-six cercueils. Les murs de béton non travaillés doivent procurer l'impression d'une tombe. En 1962, la crypte est inaugurée par le cardinal de Vienne Franz König.
La chapelle construite par François-Joseph Ier au début du XXe siècle abrite un buste commémoratif de l'empereur Charles Ier d'Autriche (qui est enterré à Madère) et accueille depuis 1989 le cercueil de son épouse, née Zita de Bourbon-Parme. Y sont déposés également les cercueils de leurs fils les archiducs Charles-Louis, en 2007, et Otto le 16 juillet 2011.
Aujourd'hui, la crypte des Capucins regroupe cent quarante-neuf personnes dont douze empereurs et dix-neuf impératrices et reines. On y trouve aussi quatre urnes (carditaphes) contenant quatre cœurs. Toutes les personnes enterrées dans la crypte sont membres de la famille de Habsbourg sauf une, la comtesse Fuchs-Mollard, qui était une dame d'honneur et éducatrice des enfants de Charles VI. Actuellement, il reste trois emplacements disponibles pour trois cercueils supplémentaires[réf. nécessaire]. La décision d'inhumer des personnes dans la crypte incombe à la Maison de Habsbourg.

## Cérémonies d'enterrement
- Dilaceratio corporis

La coutume des cérémonies d'enterrement des Habsbourg a toujours séparé le corps, les entrailles et le cœur des défunts (usage de la dilaceratio corporis). Les cœurs étaient depuis 1864 (jusqu'en 1878), conservés dans des urnes remplies d'alcool et placés sur plusieurs rayons semi-circulaires dans la crypte des cœurs (Herzgruft) de l'église des Augustins à Vienne,, tandis que les entrailles étaient inhumés dans les catacombes de la cathédrale Saint-Étienne de Vienne. Le dernier Habsbourg qui eut un tel enterrement avec séparation du corps, des entrailles et du cœur, fut l'archiduc François-Charles d'Autriche, père de François-Joseph. Cependant, conformément au rite familial, lors des funérailles d'Otto von Habsbourg, à la Crypte des Capucins, le 16 juillet 2011, le cœur du défunt, placé dans une urne, avait déjà pris le chemin de l'abbaye bénédictine de Pannonhalma, en Hongrie, à 20 kilomètres de la ville de Győr.
- "Cérémonie d'admission"

Au cours du temps, une « cérémonie d'admission » (Einlasszeremonie), s'est développée à l'entrée de la crypte. La procession amenant le défunt vers sa dernière demeure, doit s'arrêter devant la porte fermée de la crypte.
Un héraut frappe à la porte, et un des frères capucins demande depuis l'intérieur :
- « Qui désire l'admission ? »

Le héraut répond en donnant le nom du défunt suivi de tous les titres qu'il a porté au cours de sa vie.
De l'intérieur les frères répondent :
- « Nous ne le connaissons pas ! ».

Après cela, le héraut frappe une deuxième fois. De nouveau est demandé
- « Qui désire l'admission ? »

Cette fois, il répond en donnant le nom du défunt suivi de ses titres en abrégés.
Mais la réponse est la même
- « Nous ne le connaissons pas ! ».

Le héraut frappe alors une troisième fois, et de nouveau, la même question est posée
- « Qui désire l'admission ? »

Alors, le héraut donne le nom du défunt, en ajoutant
- « un homme mortel et pauvre pécheur »…

… et la porte de la crypte s'ouvre alors.

## Personnes inhumées
Les personnes inhumées sont classées par crypte :

### Crypte du fondateur (Gründergruft)

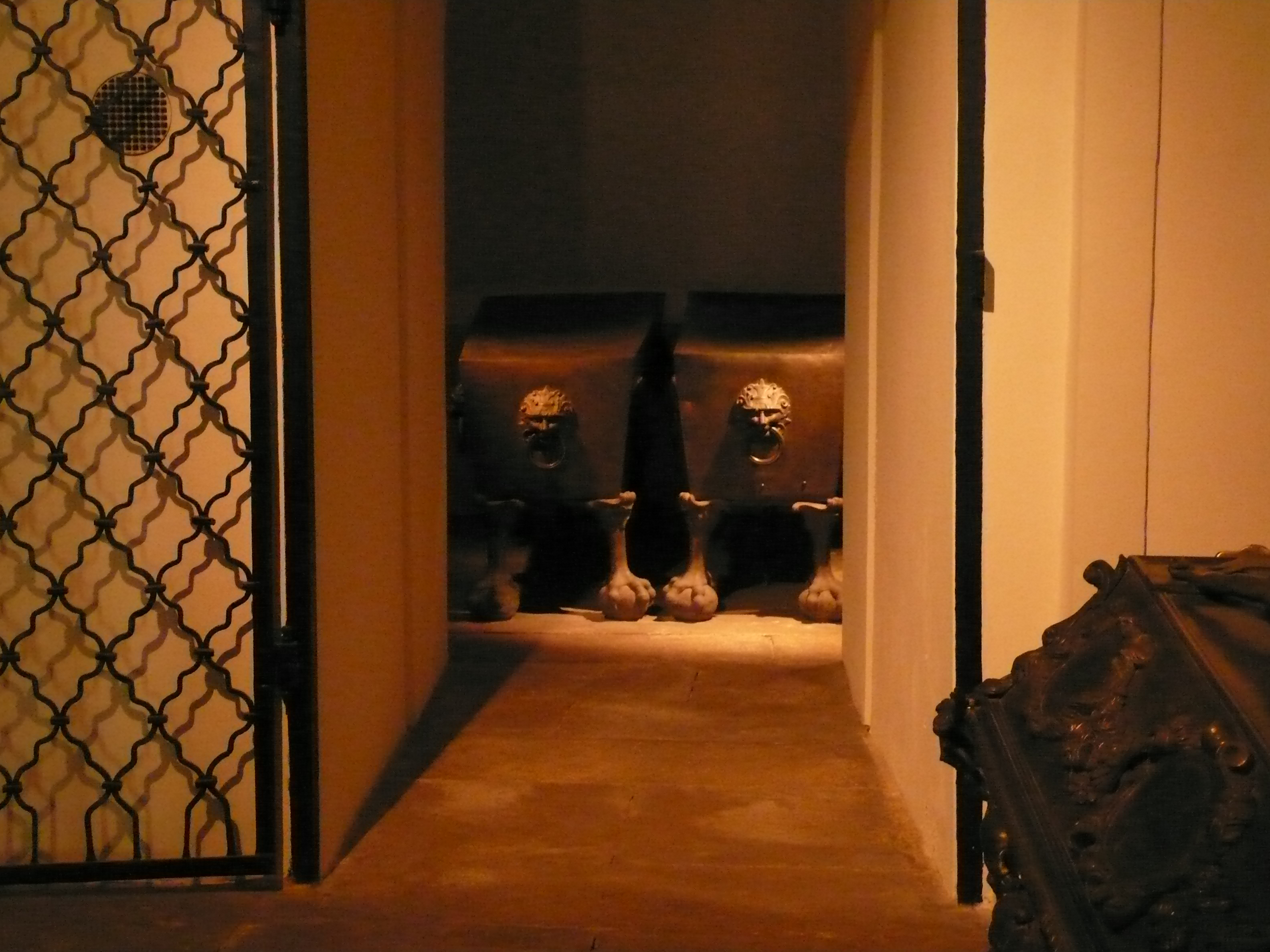
Tombeaux de l'empereur Matthias Ier du Saint-Empire (à gauche) et de l'impératrice Anne d'Autriche (à droite)

1. Matthias Ier du Saint-Empire, empereur du Saint-Empire, roi de Bohême et de Hongrie (24 février 1557 – 20 mars 1619) (fils de Maximilien II du Saint-Empire)
2. Anne d'Autriche, impératrice du Saint-Empire (4 octobre 1585 – 14 décembre 1618) (épouse de Matthias Ier du Saint-Empire)

### Crypte de Léopold (Leopoldsgruft)

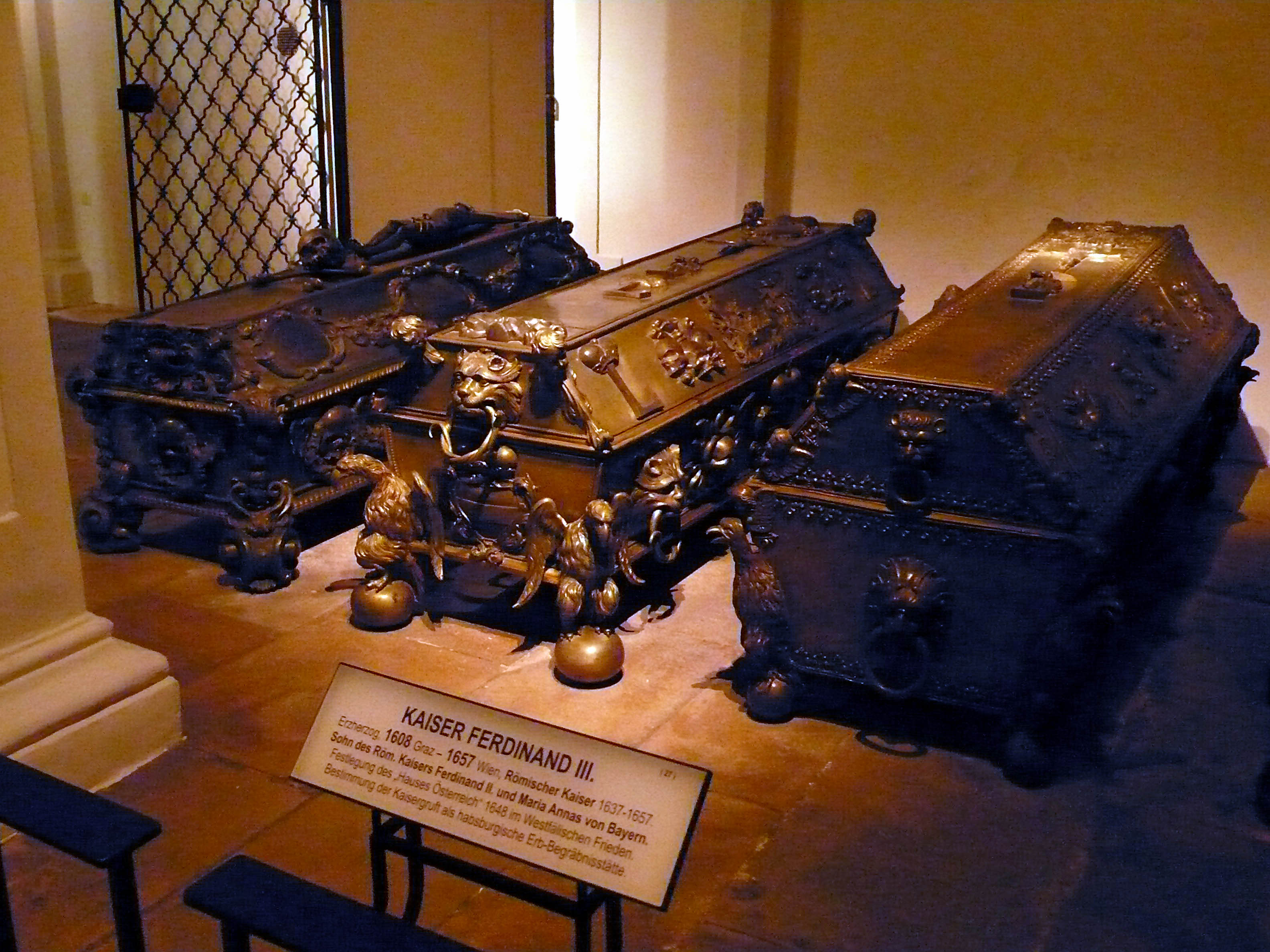
Tombeaux de l'archiduchesse Marie-Thérèse (à gauche), de l'archiduc Léopold Joseph (au centre) et de l'empereur Ferdinand III du Saint-Empire (à droite)

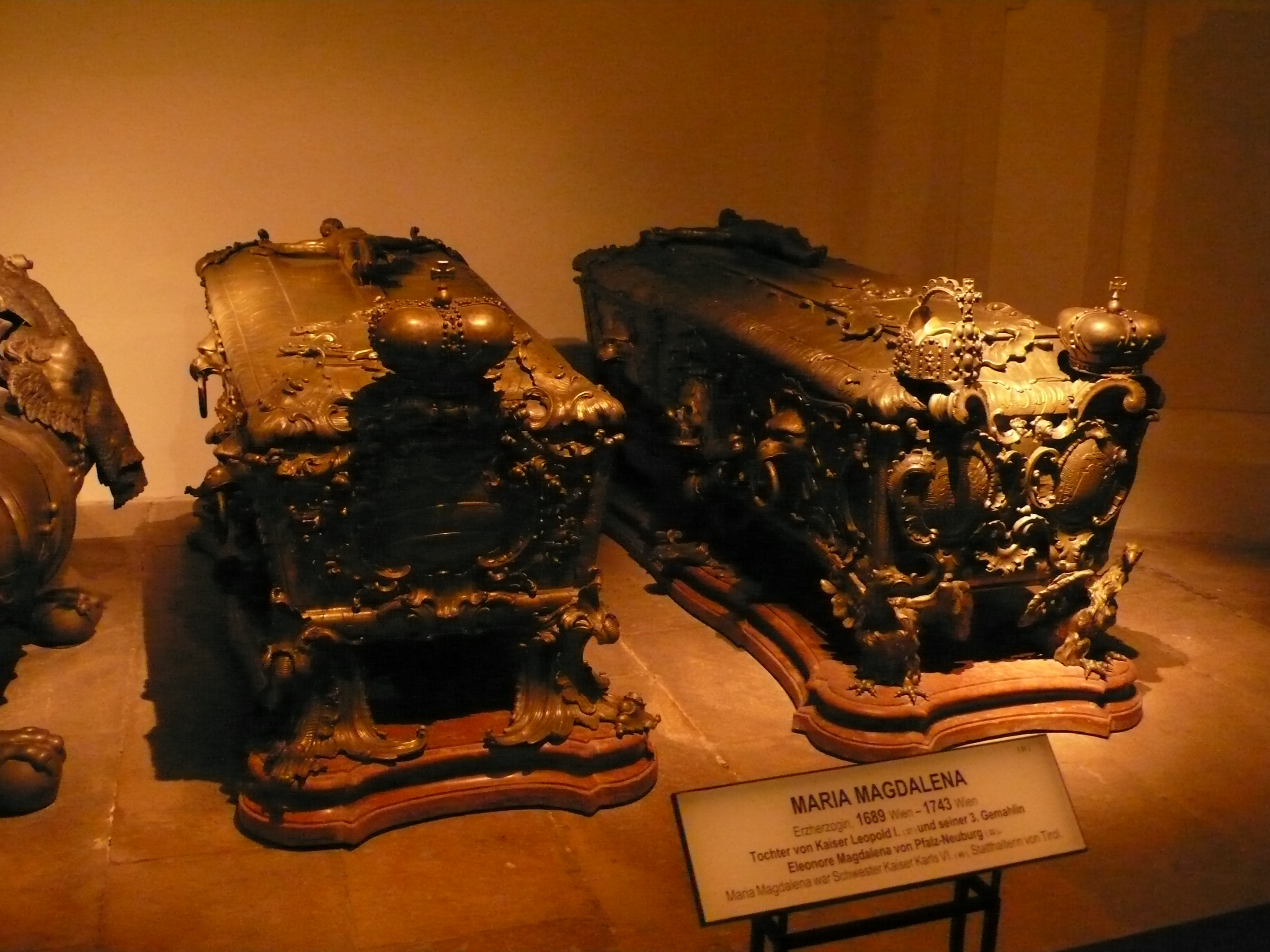
Tombeaux de l'archiduchesse Marie Madeleine (à gauche) et de l'impératrice Éléonore de Neubourg (à droite)

1. Ferdinand III du Saint-Empire, empereur du Saint-Empire, roi de Bohême et de Hongrie (13 juillet 1608 - 2 avril 1657) (fils de Ferdinand II du Saint-Empire)
2. Marie-Anne d'Autriche, impératrice du saint-Empire (18 août 1606 – 13 mai 1646) (première épouse de Ferdinand III du Saint-Empire)
3. Marie-Léopoldine d'Autriche, impératrice du Saint-Empire (6 avril 1632 – 7 août 1649) (seconde épouse de Ferdinand III du Saint-Empire)
4. Éléonore de Nevers-Mantoue, impératrice du Saint-Empire (18 novembre 1630 – 6 décembre 1686) (troisième épouse de Ferdinand III du Saint-Empire)
5. Ferdinand IV du Saint-Empire, roi des romains (8 septembre 1633 - 9 juillet 1654) (fils de Ferdinand III du Saint-Empire et de Marie-Anne d'Autriche)
6. Philippe-Auguste, archiduc d'Autriche (15 juillet 1637 – 22 juin 1639) (fils de Ferdinand III du Saint-Empire et de Marie-Anne d'Autriche)
7. Maximilien-Thomas, archiduc d'Autriche (21 décembre 1638 – 29 juin 1639) (fils de Ferdinand III du Saint-Empire et de Marie-Anne d'Autriche)
8. Marie, archiduchesse d'Autriche (Mort-née le 13 mai 1646) (fille de Ferdinand III du Saint-Empire et de Marie-Anne d'Autriche) (Inhumée dans le tombeau de sa mère)
9. Thérèse Marie Josèphe, archiduchesse d'Autriche (27 mars 1652 – 26 juillet 1653) (fille de Ferdinand III du Saint-Empire et d'Éléonore de Nevers-Mantoue)
10. Éléonore d'Autriche, reine de Pologne puis duchesse de Lorraine (21 mai 1653 – 17 décembre 1697) (fille de Ferdinand III du Saint-Empire et d'Éléonore de Nevers-Mantoue, épouse de Michał Wiśniowiecki puis de Charles V de Lorraine)
11. Marie-Anne-Josèphe d'Autriche, princesse électorale de Palatinat-Neubourg (30 décembre 1654 – 4 avril 1689) (fille de Ferdinand III du Saint-Empire et d'Éléonore de Nevers-Mantoue)
12. Prince sans nom (Mort-né le 5 février 1686) (fils de Marie-Anne-Josèphe d'Autriche)
13. Ferdinand Joseph Aloïs, archiduc d'Autriche (11 février 1657 – 16 juin 1658) (fils de Ferdinand III du Saint-Empire et d'Éléonore de Nevers-Mantoue)
14. Marguerite-Thérèse d'Autriche, impératrice du Saint-Empire (12 juillet 1651 – 12 mars 1673) (première épouse de Léopold Ier du Saint-Empire)
15. Claude-Félicité d'Autriche, impératrice du Saint-Empire (30 mai 1653 - 8 avril 1676) (seconde épouse de Léopold Ier du Saint-Empire) (Cœur uniquement, son corps se trouve dans l'église des Dominicains à Vienne)
16. Éléonore de Neubourg, impératrice du Saint-Empire (6 janvier 1655 – 19 janvier 1720) (troisième épouse de Léopold Ier du Saint-Empire)
17. Ferdinand Wenzel, archiduc d'Autriche (28 septembre 1667 – 13 janvier 1668) (fils de Léopold Ier du Saint-Empire et de Marguerite-Thérèse d'Autriche)
18. Marie-Antoinette d'Autriche, électrice de Bavière (18 janvier 1669 – 24 décembre 1692) (fille de Léopold Ier du Saint-Empire et de Marguerite-Thérèse d'Autriche)
19. Jean Léopold, archiduc d'Autriche (Mort-née le 20 février 1670) (fils de Léopold Ier du Saint-Empire et de Marguerite-Thérèse d'Autriche)
20. Marie-Anne, archiduchesse d'Autriche (9 février 1672 – 25 février 1672) (fille de Léopold Ier du Saint-Empire et de Marguerite-Thérèse d'Autriche)
21. Anne Marie Sophie, archiduchesse d'Autriche (11 septembre 1674 – 21 décembre 1674) (fille de Léopold Ier du Saint-Empire et de Claude-Félicité d'Autriche)
22. Marie Josèphe Clémentine, archiduchesse d'Autriche (11 octobre 1675 – 11 juillet 1676) (fille de Léopold Ier du Saint-Empire et de Claude-Félicité d'Autriche)
23. Christine, archiduchesse d'Autriche (Mort-née le 18 juin 1679) (fille de Léopold Ier du Saint-Empire et d'Éléonore de Neubourg)
24. Léopold Joseph, archiduc d'Autriche (2 juin 1682 – 3 août 1684) (fils de Léopold Ier du Saint-Empire et d'Éléonore de Neubourg)
25. Marie-Anne d'Autriche, reine de Portugal (7 septembre 1683 - 14 août 1754) (fille de Léopold Ier du Saint-Empire et d'Éléonore de Neubourg, épouse de Jean V de Portugal) (Cœur uniquement, son corps se trouve dans le couvent des Carmes à Lisbonne)
26. Marie-Thérèse, archiduchesse d'Autriche (22 août 1684 – 28 septembre 1696) (fille de Léopold Ier du Saint-Empire et d'Éléonore de Neubourg)
27. Marie-Josèphe, archiduchesse d'Autriche (6 mars 1687 – 14 avril 1703) (fille de Léopold Ier du Saint-Empire et d'Éléonore de Neubourg)
28. Marie Madeleine, archiduchesse d'Autriche (26 mars 1689 – 1er mai 1743) (fille de Léopold Ier du Saint-Empire et d'Éléonore de Neubourg)
29. Marie Marguerite, archiduchesse d'Autriche (22 juillet 1690 – 22 avril 1691) (fille de Léopold Ier du Saint-Empire et d'Éléonore de Neubourg)
30. Léopold Jean d'Autriche, archiduc d'Autriche (13 avril 1716 - 4 novembre 1716) (fils de Charles VI du Saint-Empire et d'Élisabeth-Christine de Brunswick-Wolfenbüttel)
31. Marie Amélie d'Autriche, archiduchesse d'Autriche (5 avril 1724 - 19 avril 1730) (fille de Charles VI du Saint-Empire et d'Élisabeth-Christine de Brunswick-Wolfenbüttel)

### Crypte Charles (Karlsgruft)

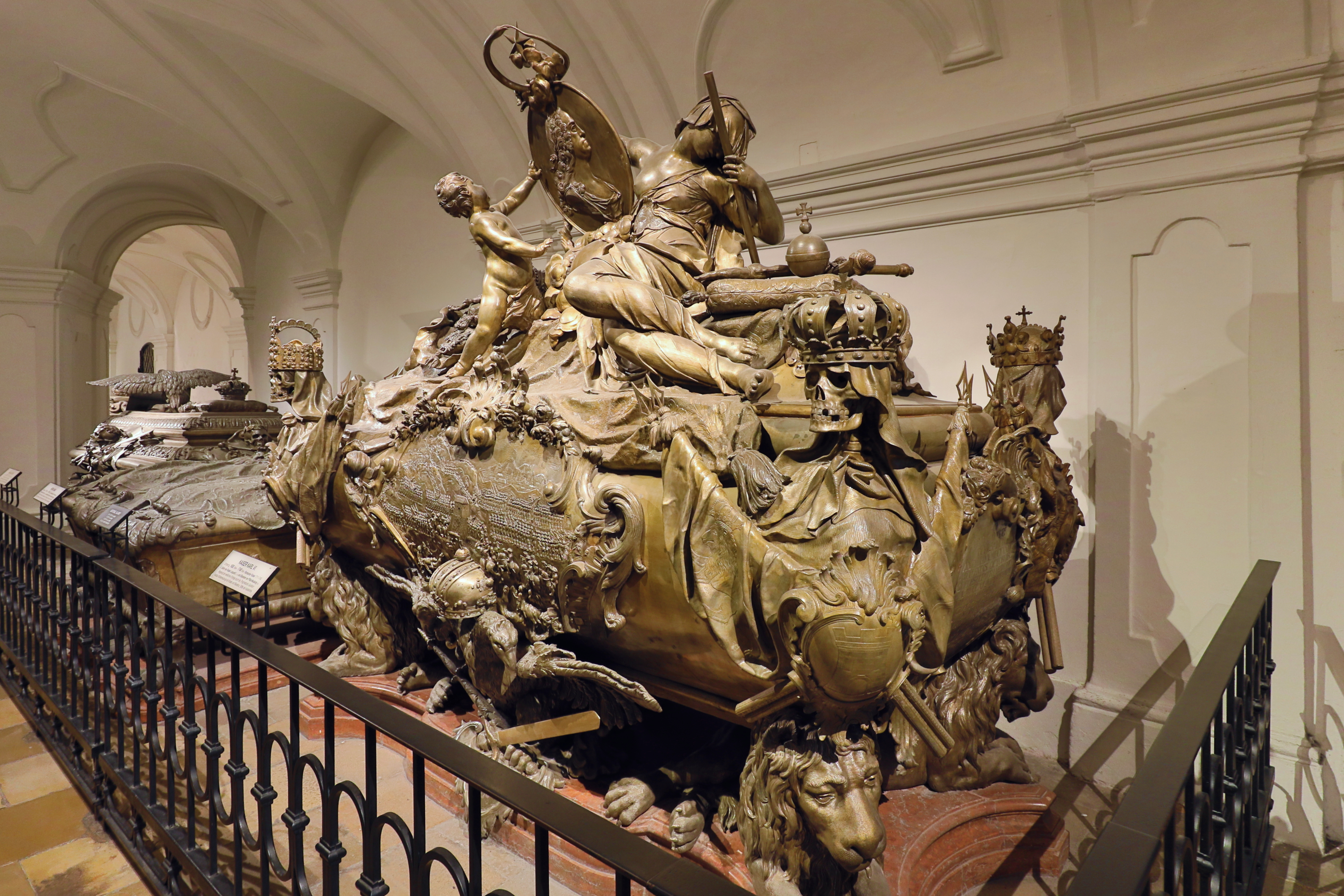
Tombeau de l'empereur Charles VI du Saint-Empire

1. Léopold Ier du Saint-Empire, empereur du Saint-Empire, roi de Bohême et de Hongrie (9 juin 1640 - 5 mai 1705) (fils de Ferdinand III du Saint-Empire et de Marie-Anne d'Autriche)
2. Marie-Élisabeth d'Autriche, gouvernante des Pays-Bas autrichiens (12 décembre 1680 – 26 août 1741) (fille de Léopold Ier du Saint-Empire et d'Éléonore de Neubourg)
3. Joseph Ier du Saint-Empire, empereur du Saint-Empire, roi de Bohême et de Hongrie (26 juillet 1678 - 17 avril 1711) (fils de Léopold Ier du Saint-Empire et d'Éléonore de Neubourg)
4. Wilhelmine-Amélie de Brunswick-Lunebourg, impératrice du Saint-Empire (21 avril 1673 - 10 avril 1742) (épouse de Joseph Ier du Saint-Empire) (Cœur uniquement, son corps se trouve dans le couvent des Salésien à Vienne)
5. Léopold Joseph, archiduc d'Autriche (29 octobre 1700 – 4 août 1701) (fils de Joseph Ier du Saint-Empire)
6. Charles VI du Saint-Empire, archiduc d'Autriche, empereur du Saint-Empire romain germanique, roi de Bohême, de Hongrie, de Sardaigne, de Naples et de Sicile, duc de Parme, de Plaisance et de Teschen (1er octobre 1685 - 20 octobre 1740) (fils de Léopold Ier du Saint-Empire et d'Éléonore de Neubourg)
7. Élisabeth-Christine de Brunswick-Wolfenbüttel, impératrice du Saint-Empire romain germanique (28 août 1691 - 21 décembre 1750) (épouse de Charles VI du Saint-Empire)
8. Marie-Anne d'Autriche, archiduchesse d'Autriche, gouvernante général des Pays-Bas autrichiens conjointement avec Charles-Alexandre de Lorraine (14 septembre 1718 - 16 décembre 1744) (fille de Charles VI du Saint-Empire et d'Élisabeth-Christine de Brunswick-Wolfenbüttel)

### Crypte Marie-Thérèse (Maria-Theresien-Gruft)

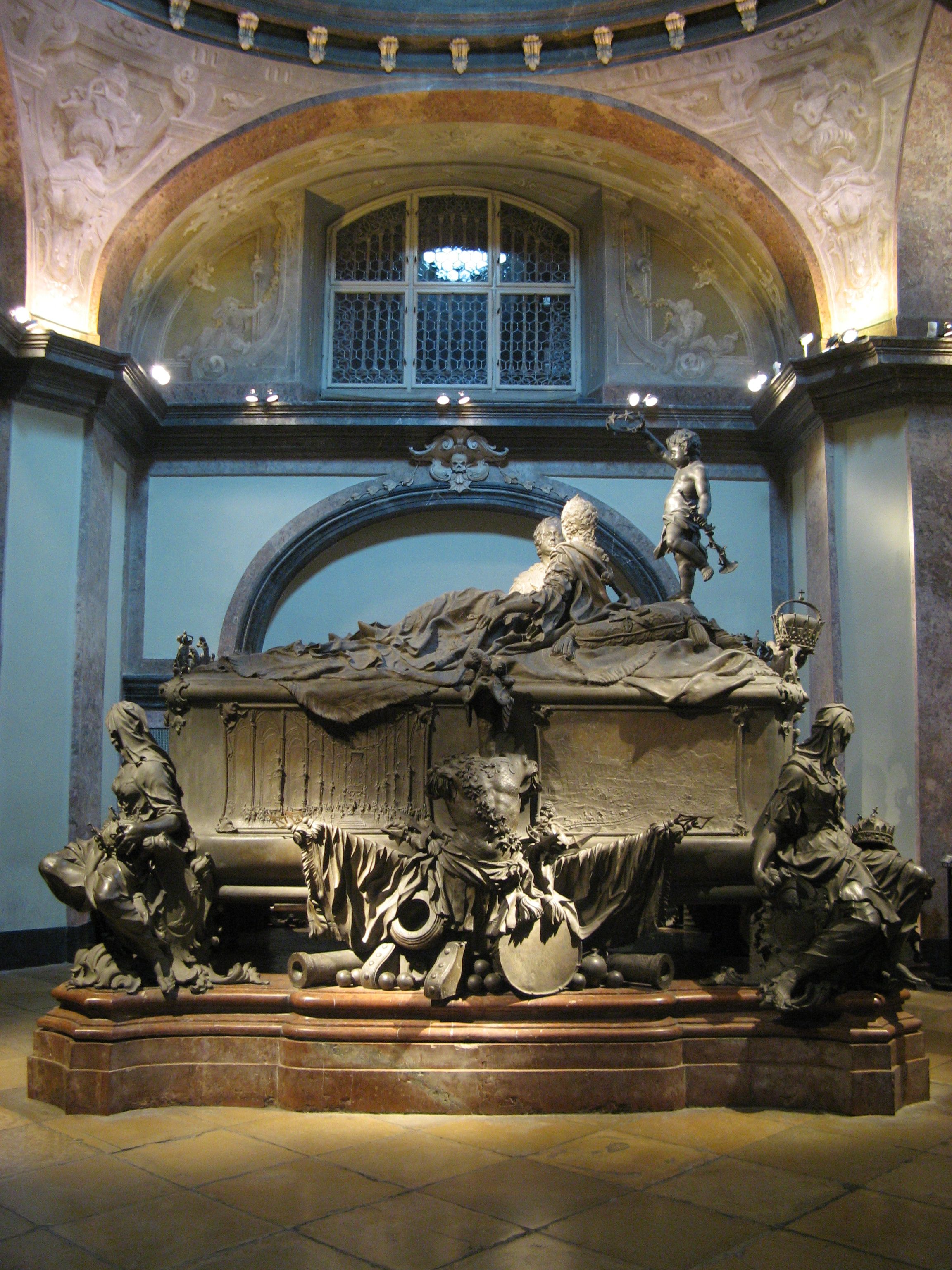
Double tombeau de l'impératrice Marie-Thérèse d'Autriche et de l'empereur François Ier du Saint-Empire

1. Princesse sans nom (Mort-née le 3 octobre 1744) (fille de Marie-Anne d'Autriche et de Charles-Alexandre de Lorraine)
2. Marie Caroline de Fuchs-Mollard, comtesse de Fuchs-Mollard (14 janvier 1681 – 27 avril 1754) (Dame d'honneur de Marie-Anne d'Autriche puis éducatrice des enfants de Charles VI du Saint-Empire)
3. Marie-Thérèse d'Autriche, archiduchesse d'Autriche, reine de Bohême et de Hongrie, duchesse de Parme et de Plaisance, impératrice du Saint-Empire romain germanique (13 mai 1717 - 29 novembre 1780) (fille de Charles VI du Saint-Empire et d'Élisabeth-Christine de Brunswick-Wolfenbüttel)
4. François Ier du Saint-Empire, duc de Lorraine, de Bar et de Teschen, grand-duc de Toscane, empereur du Saint-Empire romain germanique (8 décembre 1708 - 18 août 1765) (fils de Léopold Ier de Lorraine et d'Élisabeth-Charlotte d'Orléans, époux de Marie-Thérèse d'Autriche)
5. Marie-Élisabeth, archiduchesse d'Autriche (5 février 1737 – 7 juin 1740) (fille de Marie-Thérèse d'Autriche)
6. Marie-Caroline, archiduchesse d'Autriche (12 janvier 1740 – 25 janvier 1741) (fille de Marie-Thérèse d'Autriche)
7. Marie-Christine Thérèse, princesse de Saxe (16 mai 1767 – 17 mai 1767) (fille d'Albert de Saxe-Teschen et de Marie-Christine de Habsbourg-Lorraine)
8. Charles Joseph, archiduc d'Autriche (1er février 1745 - 18 janvier 1761) (fils de Marie-Thérèse d'Autriche)
9. Marie-Caroline, archiduchesse d'Autriche (Mort-née le 17 septembre 1748) (fille de Marie-Thérèse d'Autriche)
10. Marie-Jeanne Gabrielle, archiduchesse d'Autriche (4 février 1750 - 23 décembre 1762) (fille de Marie-Thérèse d'Autriche)
11. Marie-Josèphe, archiduchesse d'Autriche (19 mars 1751 - 15 octobre 1767) (fille de Marie-Thérèse d'Autriche)
12. Joseph II du Saint-Empire, empereur du Saint-Empire, roi de Hongrie et de Bohême (13 mars 1741 - 20 février 1790) (fils de Marie-Thérèse d'Autriche)
13. Isabelle de Bourbon-Parme, archiduchesse d'Autriche (31 décembre 1741 - 27 novembre 1763) (première épouse de Joseph II du Saint-Empire)
14. Josépha de Bavière, impératrice du Saint-Empire (30 mars 1739 – 28 mai 1767) (seconde épouse de Joseph II du Saint-Empire)
15. Marie-Thérèse, archiduchesse d'Autriche (20 mars 1762 – 24 janvier 1770) (fille de Joseph II du Saint-Empire et d'Isabelle de Bourbon-Parme)
16. Marie-Christine, archiduchesse d'Autriche (Mort-née le 22 novembre 1763) (fille de Joseph II du Saint-Empire et d'Isabelle de Bourbon-Parme)

### Crypte François (Franzensgruft)

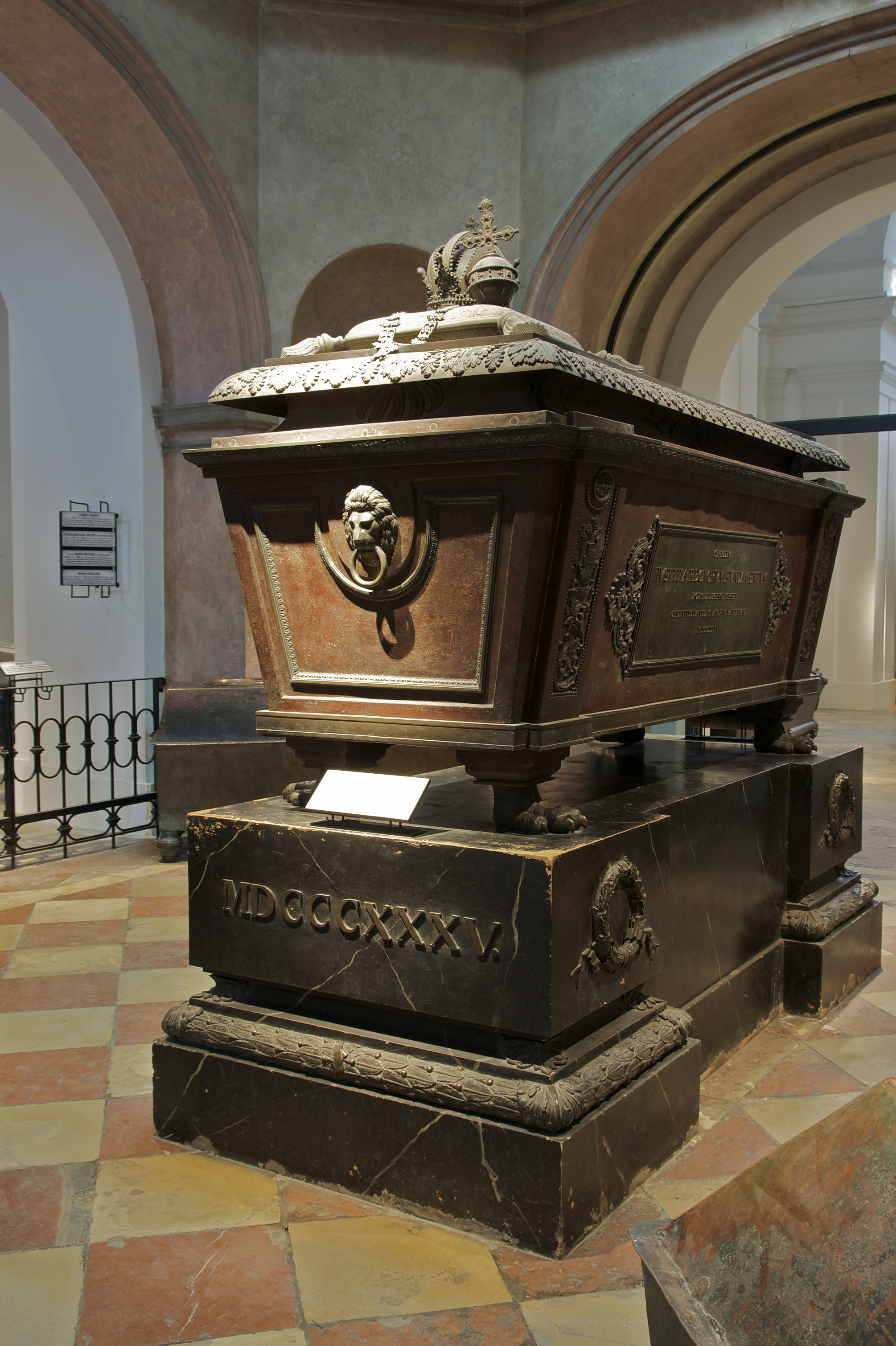
Tombeau de l'empereur François II du Saint-Empire/François Ier d'Autriche

1. François II du Saint-Empire/François Ier d'Autriche, empereur du Saint-Empire puis empereur d'Autriche, roi de Bohême et de Hongrie (12 février 1768 - 2 mars 1835) (fils de Léopold II du Saint-Empire)
2. Élisabeth de Wurtemberg, archiduchesse d'Autriche (21 avril 1767 – 18 février 1790)  (première épouse de François II du Saint-Empire)
3. Marie-Thérèse de Bourbon-Naples, impératrice du Saint-Empire puis impératrice d'Autriche (6 juin 1772 - 13 avril 1807)  (deuxième épouse de François II du Saint-Empire/François Ier d'Autriche)
4. Marie-Louise de Habsbourg-Lorraine-Este, impératrice d'Autriche (14 décembre 1787 – 7 avril 1816)  (troisième épouse de François Ier d'Autriche)
5. Caroline-Auguste de Bavière, impératrice d'Autriche (8 février 1792 - 9 février 1873)  (quatrième épouse de François Ier d'Autriche)

### Crypte Ferdinand (Ferdinandsgruft)

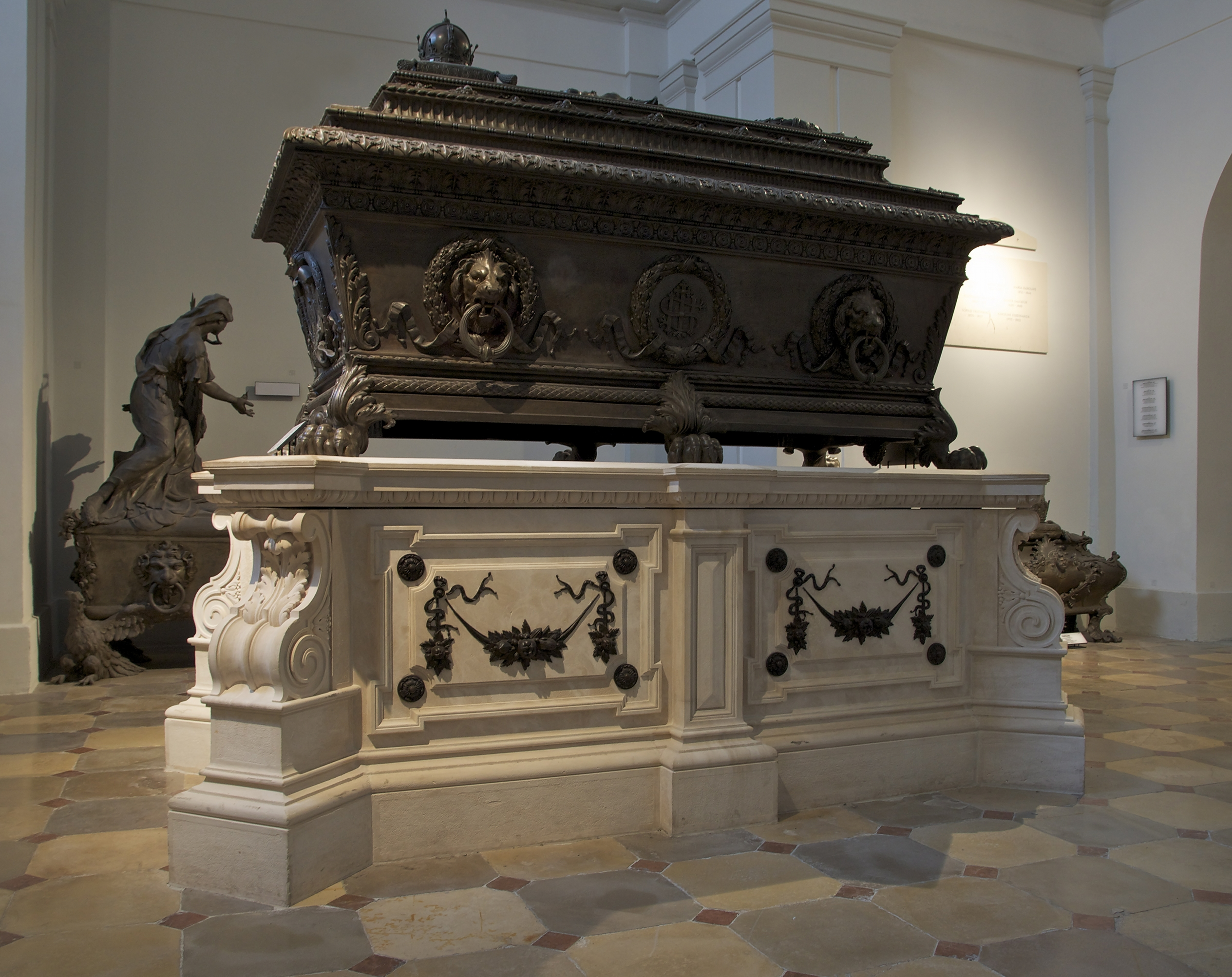
Tombeau de l'empereur Ferdinand Ier d'Autriche

1. Alexandre Léopold, archiduc d'Autriche (14 août 1772 – 12 juillet 1795)  (fils de Léopold II du Saint-Empire)
2. Marie-Amélie, archiduchesse d'Autriche (15 octobre 1780 – 25 décembre 1798)  (fille de Léopold II du Saint-Empire)
3. Louise de Bourbon-Siciles, grande-duchesse de Toscane (17 juillet 1773 - 19 septembre 1802) (première épouse de Ferdinand III de Toscane)
4. Marie-Ferdinande de Saxe, grande duchesse de Toscane (27 avril 1796 – 3 janvier 1865)  (seconde épouse de Ferdinand III de Toscane)
5. Caroline-Ferdinande, archiduchesse d'Autriche (2 août 1793 – 5 janvier 1802)  (fille de Ferdinand III de Toscane et de Louise de Bourbon-Siciles)
6. Prince sans nom (Mort-née le 19 septembre 1802)  (fils de Ferdinand III de Toscane et de Louise de Bourbon-Siciles)
7. Marie-Antoinette de Bourbon-Siciles, grande duchesse de Toscane (19 décembre 1814 – 7 novembre 1898)  (seconde épouse du Léopold II de Toscane)
8. Charles Salvator, archiduc d'Autriche (30 avril 1839 – 18 janvier 1892) –  (fils de Léopold II de Toscane et de Marie-Antoinette de Bourbon-Siciles)
9. Marie-Immaculée de Bourbon-Siciles, archiduchesse d'Autriche (14 avril 1844 – 18 février 1899)  (épouse de Charles Salvator de Habsbourg-Toscane)
10. Léopold Marie Alphonse, archiduc d'Autriche (30 janvier 1897 – 14 mars 1958)  (fils de Léopold Salvator, petit-fils de Charles Salvator)
11. Albert Salvator de Habsbourg-Toscane, archiduc d'Autriche (22 novembre 1871 – 27 février 1896)  (fils de Charles Salvator de Habsbourg-Toscane)
12. Marie-Antoinette de Habsbourg-Toscane, archiduchesse d'Autriche (18 avril 1874 – 14 janvier 1891)  (fille de Charles Salvator de Habsbourg-Toscane)
13. Rainier Salvator, archiduc d'Autriche (27 février 1880 – 4 mai 1889)  (fils de Charles Salvator de Habsbourg-Toscane)
14. Henriette Marie, archiduchesse d'Autriche (20 février 1884 – 13 août 1886)  (fille de Charles Salvator de Habsbourg-Toscane)
15. Ferdinand Salvator, archiduc d'Autriche (2 juin 1888 – 28 juillet 1891)  (fils de Charles Salvator de Habsbourg-Toscane)
16. Louis-Salvador, archiduc d'Autriche (4 août 1847 - 12 octobre 1915)  (fils de Léopold II de Toscane et de Marie-Antoinette de Bourbon-Siciles)
17. Marie Antoinette, archiduchesse d'Autriche, abbesse (10 janvier 1858 – 13 avril 1883)  (fille de Ferdinand IV de Toscane et d'Anne Marie de Saxe)
18. Joseph-Ferdinand, archiduc d'Autriche, prétendant au trône de Toscane (24 mai 1872 – 28 février 1942)  (fils de Ferdinand IV de Toscane et d'Alice de Bourbon-Parme)
19. Robert Ferdinand Salvator, archiduc d'Autriche (15 octobre 1885 – 2 août 1895)  (fils de Ferdinand IV de Toscane et d'Alice de Bourbon-Parme)
20. François-Joseph, archiduc d'Autriche (5 mars 1855 - 13 mars 1855)  (fils de Charles-Ferdinand de Teschen, petit-fils de Charles-Louis d'Autriche-Teschen)
21. Nathalie, archiduchesse d'Autriche (12 janvier 1884 – 23 mars 1898)  (fille de Frédéric de Teschen, petite-fille de Charles-Ferdinand de Teschen)
22. Stéphanie, archiduchesse d'Autriche (1er mai 1886 – 29 août 1890)  (fille de Frédéric de Teschen, petite-fille de Charles-Ferdinand de Teschen)
23. Marie Éléonore, archiduchesse d'Autriche (19 novembre 1864 – 9 décembre 1864)  (fille de Charles-Ferdinand de Teschen, petite-fille de Charles-Louis d'Autriche-Teschen)
24. Marie Caroline, archiduchesse d'Autriche (10 septembre 1825 – 17 juillet 1915)  (fille de Charles-Louis d'Autriche-Teschen)
25. Marie Caroline, archiduchesse d'Autriche (6 février 1821 – 23 janvier 1844)  (fille de Rainier d'Autriche)
26. Léopold, archiduc d'Autriche (6 juin 1823 – 24 mai 1898)  (fils de Rainier d'Autriche)
27. Ernest, archiduc d'Autriche (8 août 1824 – 4 avril 1899)  (fils de Rainier d'Autriche)
28. Louise Elisabeth, archiduchesse d'Autriche (18 février 1790 – 24 juin 1791)  (fille de François II du Saint-Empire et d'Élisabeth de Wurtemberg)
29. Marie Caroline Léopoldine, archiduchesse d'Autriche (8 juin 1794 – 16 mars 1795)  (fille de François II du Saint-Empire et de Marie-Thérèse de Bourbon-Naples)
30. Caroline Louise, archiduchesse d'Autriche (22 décembre 1795 – 30 juin 1799)  (fille de François II du Saint-Empire et de Marie-Thérèse de Bourbon-Naples)
31. Joseph François Léopold, archiduc d'Autriche (9 avril 1799 – 30 juin 1807)  (fils de François II du Saint-Empire et de Marie-Thérèse de Bourbon-Naples)
32. Marie-Thérèse de Portugal, archiduchesse d'Autriche (24 août 1855 - 12 février 1944)  (troisième épouse de Charles-Louis d'Autriche, fils de François-Charles d'Autriche)
33. Marie-Anne, archiduchesse d'Autriche (27 octobre 1835 – 5 février 1840)  (fille de François-Charles d'Autriche, petite-fille de François Ier d'Autriche)
34. Marie-Anne, archiduchesse d'Autriche, abbesse (8 juin 1804 – 28 décembre 1858)  (fille de François II du Saint-Empire et de Marie-Thérèse de Bourbon-Naples)
35. Jean Népomucène, archiduc d'Autriche (30 août 1805 – 19 février 1809)  (fils de François II du Saint-Empire et de Marie-Thérèse de Bourbon-Naples)
36. Amélie Thérèse, archiduchesse d'Autriche (6 avril 1807 – 9 avril 1807)  (fille de François Ier d'Autriche et de Marie-Thérèse de Bourbon-Naples)
37. Ferdinand Ier d'Autriche, empereur d'Autriche, roi de Bohême et de Hongrie (19 avril 1793 - 29 juin 1875)  (fils de François II du Saint-Empire et de Marie-Thérèse de Bourbon-Naples)
38. Marie-Anne de Sardaigne, impératrice d'Autriche (19 septembre 1803 - 4 mai 1884)  (épouse de Ferdinand Ier d'Autriche)
39. Sophie, archiduchesse d'Autriche (5 mars 1855 – 29 mai 1857)  (fille de François Joseph Ier d'Autriche)
40. Aldegonde de Bavière, duchesse de Modène (19 mars 1823 – 28 octobre 1914)  (fille de Louis Ier de Bavière, épouse de François V de Modène)

### Crypte de Toscane (Toskana-Gruft)
1. Marie-Christine de Habsbourg-Lorraine, archiduchesse d'Autriche, gouverneur des Pays-Bas autrichiens (13 mai 1742 – 24 juin 1798) (fille de Marie-Thérèse d'Autriche)
2. Albert de Saxe-Teschen, duc de Teschen, gouverneur des Pays-Bas autrichiens (11 juillet 1738 – 10 février 1822)  (époux de Marie-Christine de Habsbourg-Lorraine)
3. Marie-Caroline d'Autriche, reine de Naples et de Sicile (13 août 1752 – 8 septembre 1814) (fille de Marie-Thérèse d'Autriche, épouse de Ferdinand Ier des Deux-Siciles)
4. Ferdinand d'Autriche-Este, archiduc d'Autriche, duc de Modène (1er juin 1754 – 24 décembre 1806) (fils de Marie-Thérèse d'Autriche)
5. Marie-Béatrice d'Este, archiduchesse d'Autriche, duchesse de Modène (7 avril 1750 – 14 novembre 1829)  (épouse de Ferdinand d'Autriche-Este)
6. François V de Modène, duc de Modène (1er juin 1819 - 20 novembre 1875)  (fils de François IV de Modène, petit-fils de Ferdinand d'Autriche-Este)
7. Ferdinand Charles Joseph, prince de Modène (25 avril 1781 – 5 novembre 1850)  (fils de Ferdinand d'Autriche-Este)
8. Léopold II du Saint-Empire, empereur du Saint-Empire, roi de Bohême et de Hongrie, grand-duc de Toscane (5 mai 1747 - 1er mars 1792) (fils de Marie-Thérèse d'Autriche)
9. Marie-Louise d'Espagne, impératrice du Saint-Empire (24 novembre 1745 - 15 mai 1792)  (épouse de Léopold II du Saint-Empire)
10. Léopold II de Toscane, archiduc d'Autriche, grand-duc de Toscane (3 octobre 1797 - 29 janvier 1870)  (fils de Ferdinand III de Toscane, petit-fils de Léopold II du Saint-Empire)
11. Ferdinand IV de Toscane, grand-duc de Toscane, prétendant aux trône de Toscane (10 juin 1835 – 17 janvier 1908)  (fils de Léopold II de Toscane)
12. Antoine Victor, archiduc d'Autriche (31 août 1779 – 2 avril 1835)  (fils de Léopold II du Saint-Empire)
13. Rainier, archiduc d'Autriche, ministre-président d'Autriche (11 janvier 1827 – 27 janvier 1913)  (fils de Rainier d'Autriche, petit-fils de Léopold II du Saint-Empire)
14. Louis, archiduc d'Autriche (13 décembre 1784 - 21 décembre 1864)  (fils de Léopold II du Saint-Empire)

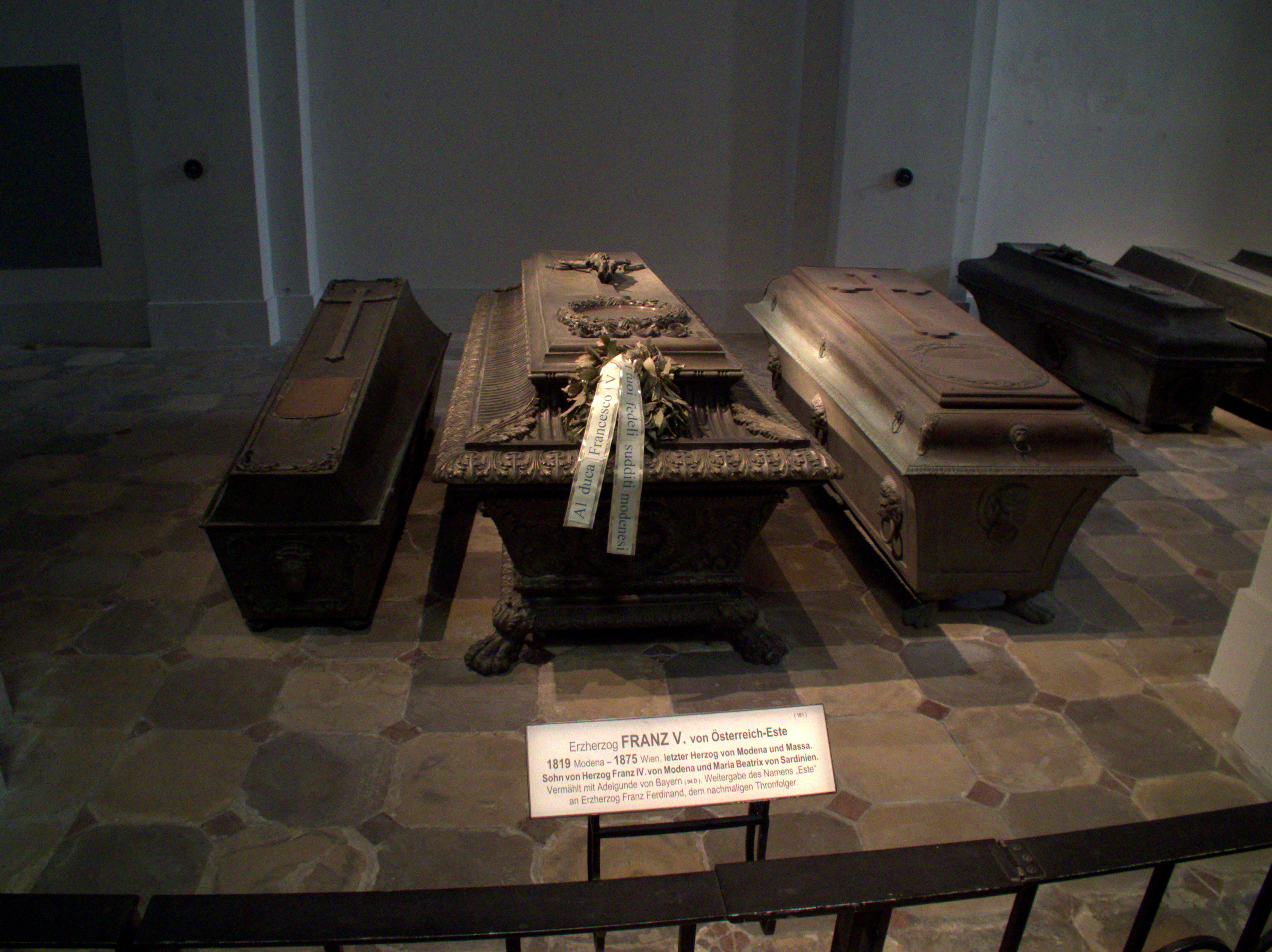
De gauche à droite: tombeaux du prince Ferdinand Charles Joseph, du duc François V de Modène et de l'archiduc Antoine Victor
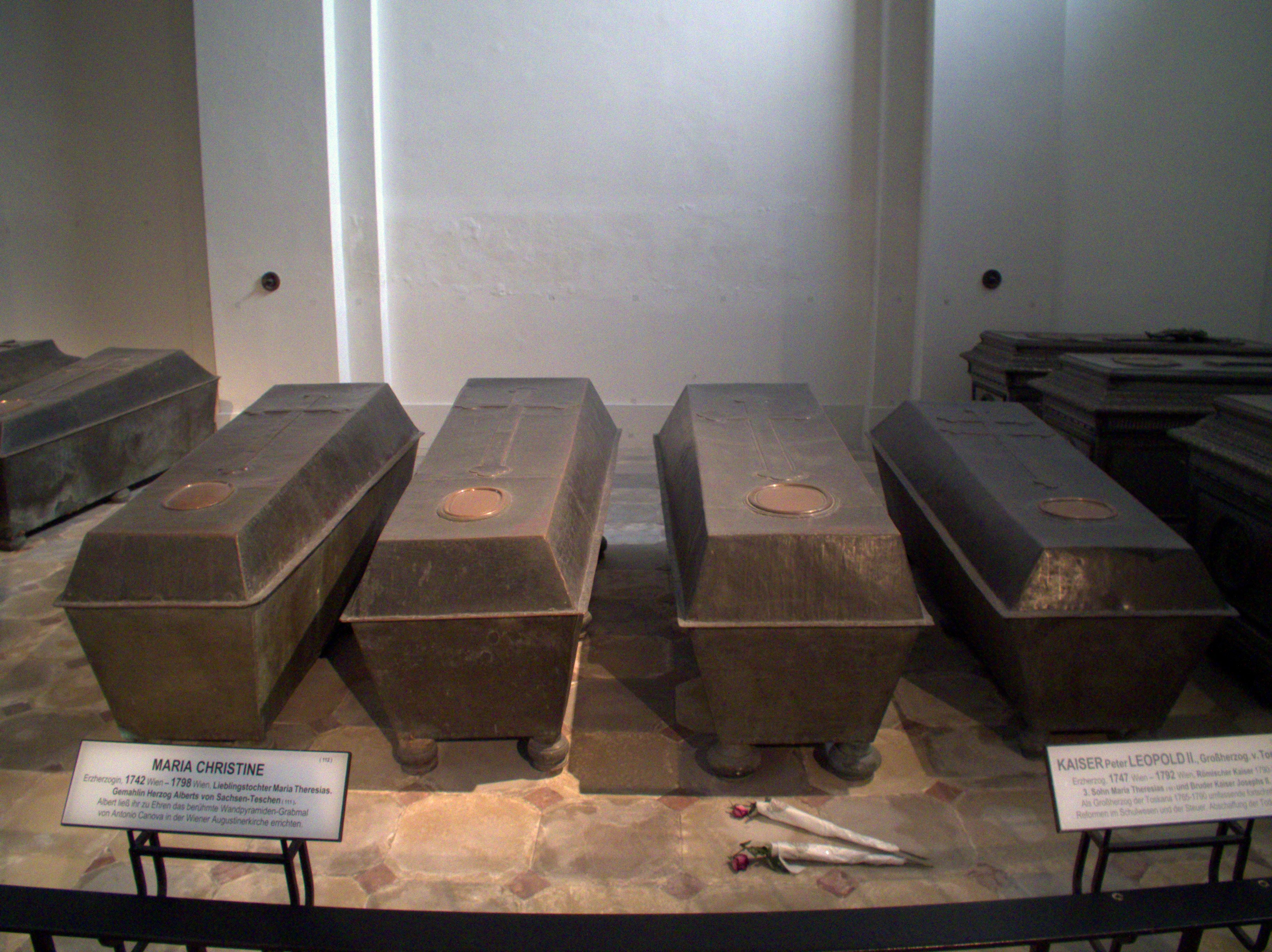
De gauche à droite: tombeaux du duc Albert de Saxe-Teschen, de son épouse l'archiduchesse Marie-Christine de Habsbourg-Lorraine, de l'empereur Léopold II du Saint-Empire et de l'impératrice Marie-Louise d'Espagne
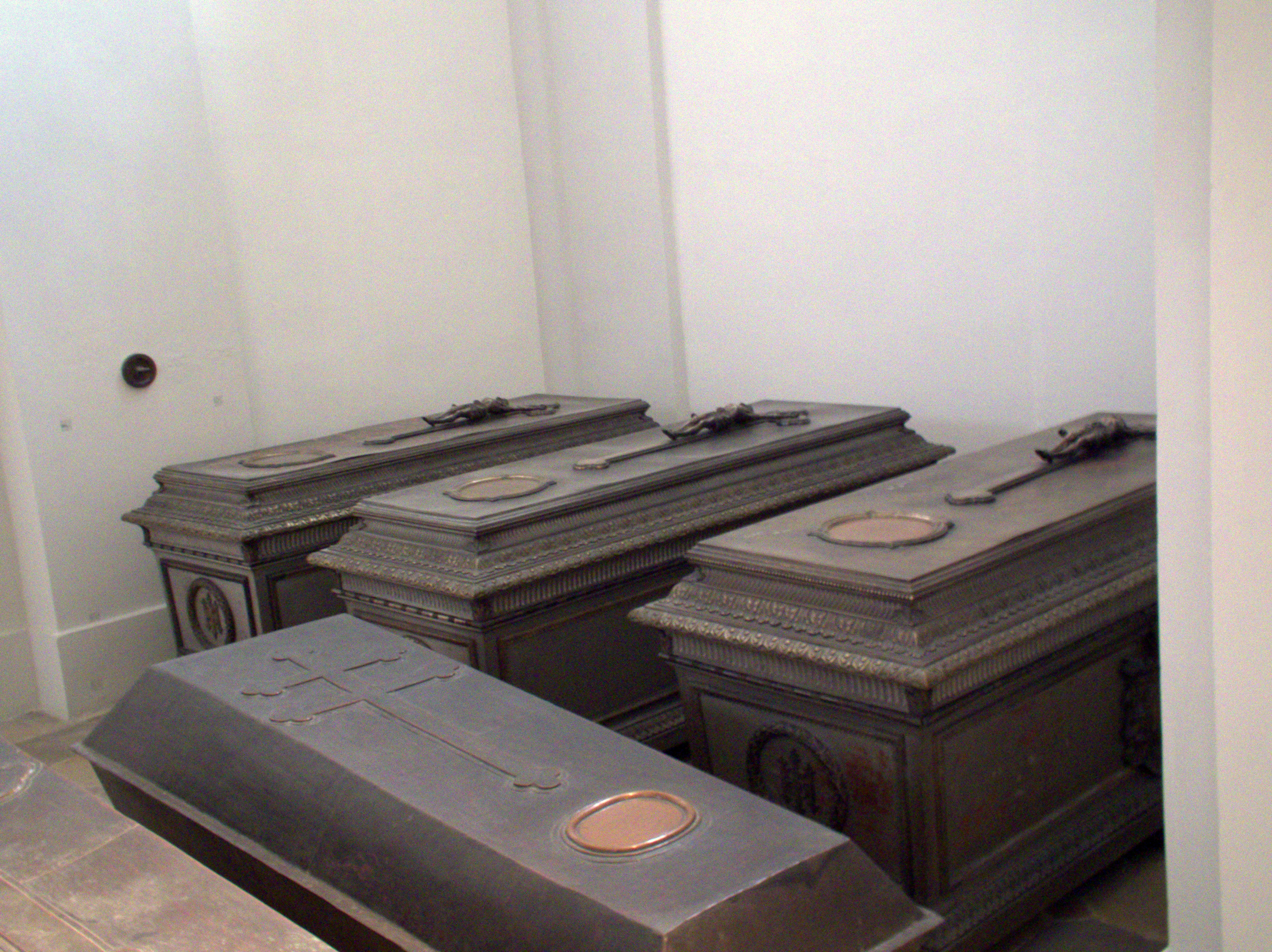
De gauche à droite: tombeaux du grand-duc Ferdinand IV de Toscane, du grand-duc Léopold II de Toscane et de l'archiduc Rainier Ferdinand

### Nouvelle crypte (Neue Gruft)

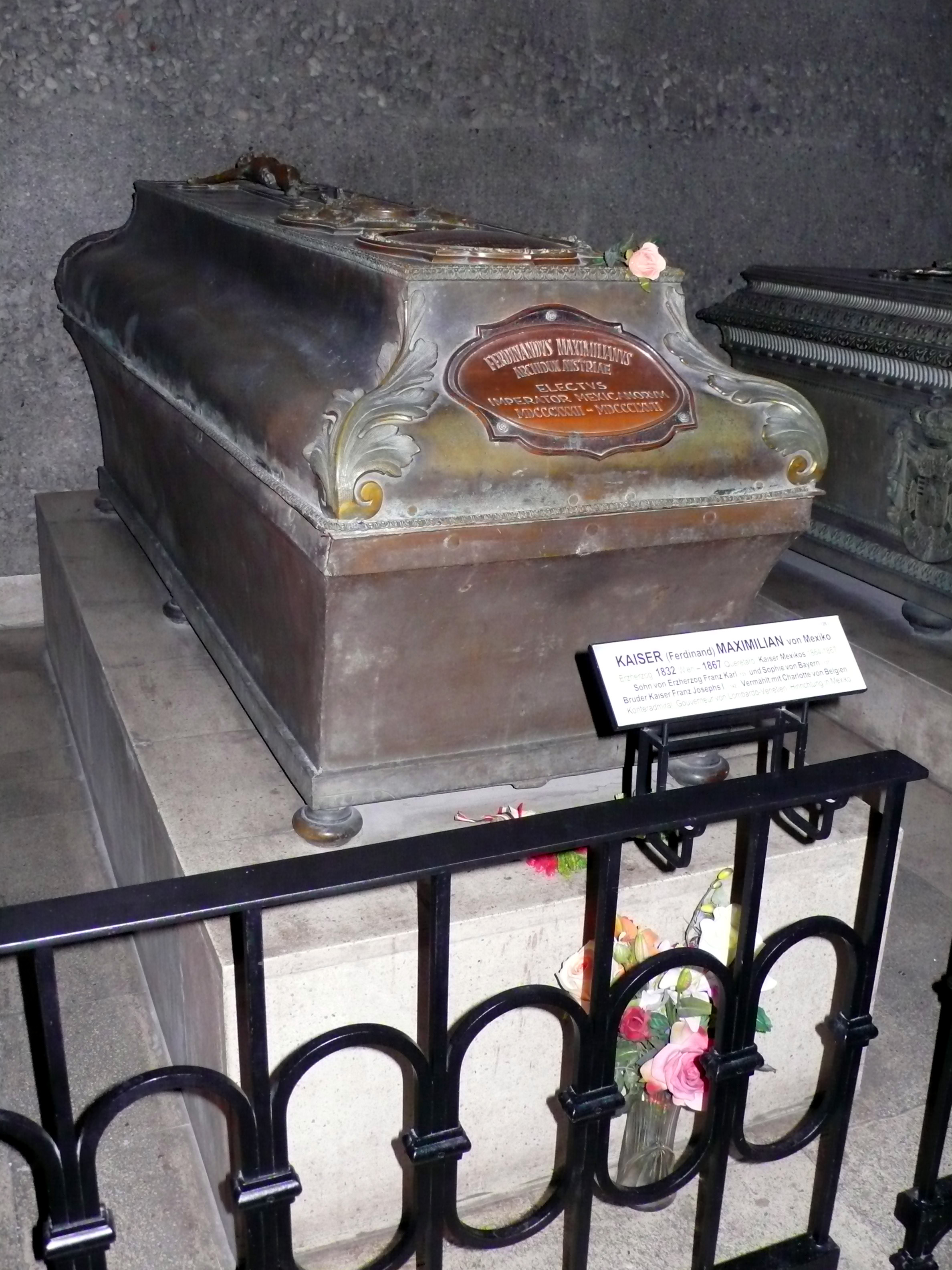
Tombeau de l'empereur Maximilien Ier du Mexique

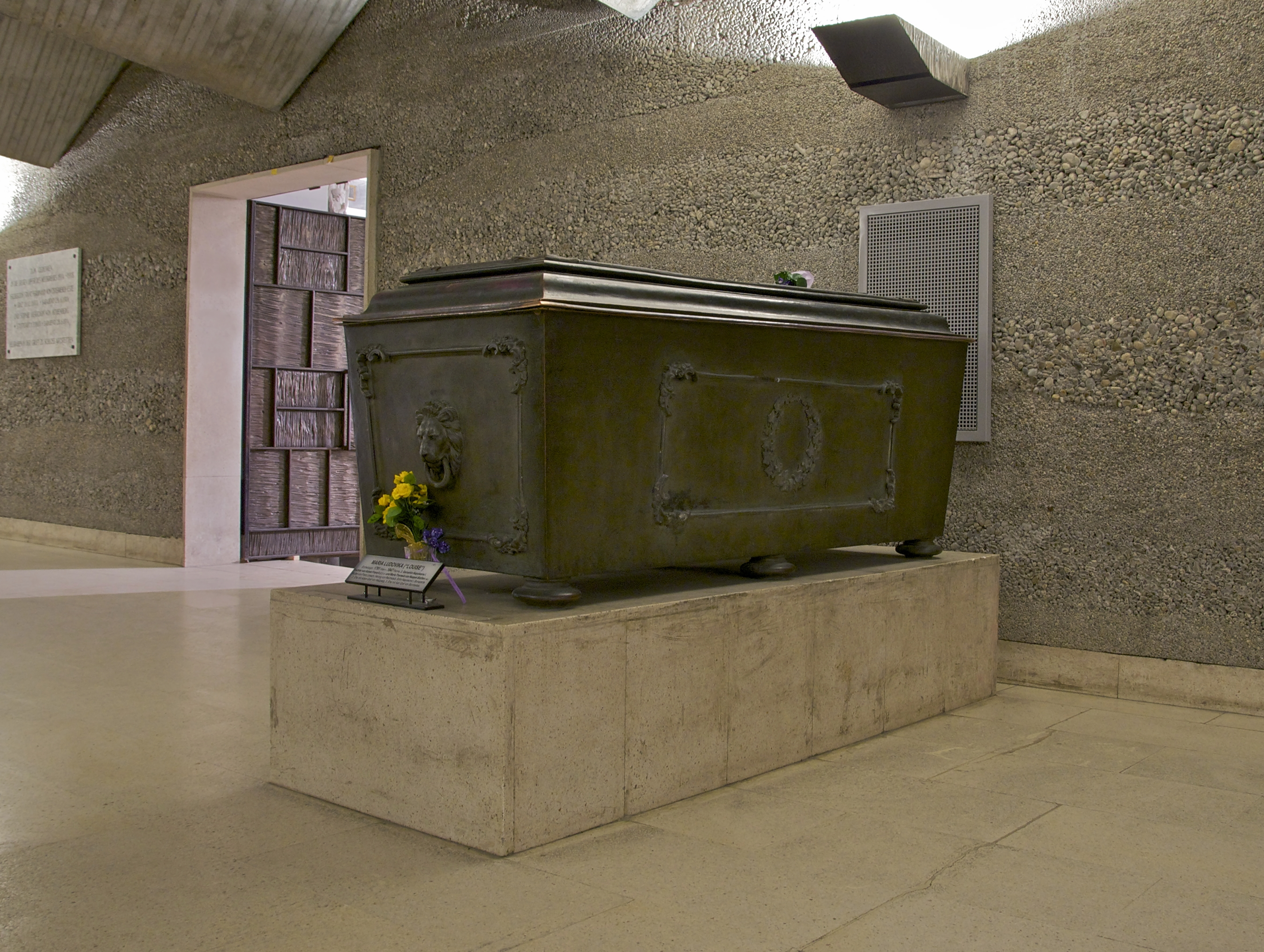
Tombeau de l'impératrice des Français Marie-Louise d'Autriche

1. Léopold-Guillaume de Habsbourg, archiduc d'Autriche, gouverneur des Pays-Bas espagnols (5 janvier 1614 – 20 novembre 1662) –  (fils de Ferdinand II du Saint-Empire et de Marie-Anne de Bavière)
2. Charles Joseph, archiduc d'Autriche, évêque d'Olmütz (7 août 1649 – 27 janvier 1664)  (fils de Ferdinand III du Saint-Empire et de Marie-Léopoldine d'Autriche)
3. Charles-Joseph de Lorraine, archevêque de Trèves (24 novembre 1680 – 4 décembre 1715)  (fils d'Éléonore d'Autriche et de Charles V de Lorraine, petit-fils de Ferdinand III du Saint-Empire et d'Éléonore de Nevers-Mantoue)
4. Maximilien-François d'Autriche, archiduc d'Autriche, archevêque de Cologne (8 décembre 1756 – 26 juillet 1801) (fils de Marie-Thérèse d'Autriche)
5. Léopold Salvator de Habsbourg-Toscane, archiduc d'Autriche (15 octobre 1863 – 4 septembre 1931)  (fils de Charles Salvator de Habsbourg-Toscane, petit-fils de Léopold II de Toscane, arrière petit-fils de Ferdinand III de Toscane, arrière arrière petit-fils de Léopold II du Saint-Empire)
6. Rainier Charles, archiduc d'Autriche (21 novembre 1895 – 25 mai 1930)  (fils de Léopold Salvator de Habsbourg-Toscane)
7. Charles-Louis d'Autriche, archiduc d'Autriche, duc de Teschen (5 septembre 1771 – 30 avril 1847)  (fils de Léopold II du Saint-Empire)
8. Henriette de Nassau-Weilbourg, archiduchesse d'Autriche (30 octobre 1797 – 29 décembre 1829)  (épouse de Charles Louis d'Autriche)  (Son cœur séparé du corps se trouve dans une urne située juste à côté de son tombeau)
9. Albert de Teschen, archiduc d'Autriche (3 août 1817 – 18 décembre 1895)  (fils de Charles Louis d'Autriche)
10. Hildegarde de Bavière, archiduchesse d'Autriche (10 juin 1825 – 2 avril 1864)  (épouse d'Albert de Teschen)
11. Charles Albert, archiduc d'Autriche (3 janvier 1847 – 19 juillet 1848)  (fils d'Albert de Teschen)
12. Mathilde de Teschen, archiduchesse d'Autriche (25 janvier 1849 – 6 juin 1867)  (fille d'Albert de Teschen)
13. Charles-Ferdinand de Teschen, archiduc d'Autriche (29 juillet 1818 – 20 novembre 1874)  (fils de Charles-Louis d'Autriche)
14. Rodolphe François, archiduc d'Autriche (25 septembre 1822 – 24 octobre 1822)  (fils de Charles-Louis d'Autriche)
15. Guillaume François d'Autriche, archiduc d'Autriche (21 avril 1827 - 29 juillet 1894)  (fils de Charles-Louis d'Autriche)
16. Rodolphe d'Autriche, archiduc d'Autriche, cardinal prince-archevêque d'Olmütz (8 janvier 1788 – 23 juillet 1831)  (fils de Léopold II du Saint-Empire)
17. Marie-Louise d'Autriche, impératrice des Français (12 décembre 1791 – 17 décembre 1847)  (fille de François II du Saint-Empire et de Marie-Thérèse de Bourbon-Naples, seconde épouse de Napoléon Ier)
18. François-Charles d'Autriche, archiduc d'Autriche (7 décembre 1802 – 8 mars 1878)  (fils de François II du Saint-Empire et de Marie-Thérèse de Bourbon-Naples)
19. Sophie de Bavière, archiduchesse d'Autriche (27 janvier 1805 – 28 mai 1872)  (épouse de François-Charles d'Autriche)
20. Maximilien Ier du Mexique, empereur du Mexique (6 juillet 1832 – 19 juin 1867)  (fils de François-Charles d'Autriche)
21. Charles-Louis d'Autriche, archiduc d'Autriche (30 juillet 1833 – 19 mai 1896)  (fils de François-Charles d'Autriche)
22. Marguerite de Saxe, archiduchesse d'Autriche (24 mai 1840 – 15 septembre 1858)  (première épouse de Charles-Louis d'Autriche)
23. Marie-Annonciade de Bourbon-Siciles, archiduchesse d'Autriche (24 mars 1843 – 4 mai 1871)  (seconde épouse de Charles-Louis d'Autriche)
24. Otto de Habsbourg-Lorraine, archiduc d'Autriche (21 avril 1865 – 1er novembre 1906)  (fils de Charles-Louis d'Autriche et de Marie-Annonciade de Bourbon-Siciles)
25. Marie-Josèphe de Saxe, archiduchesse d'Autriche (31 mai 1867 - 28 mai 1944) –  (épouse d'Otto de Habsbourg-Lorraine)
26. Prince sans nom (Mort-né le 24 octobre 1840)  (fils de François-Charles d'Autriche)

### Crypte François-Joseph (Franz-Josephs-Gruft)

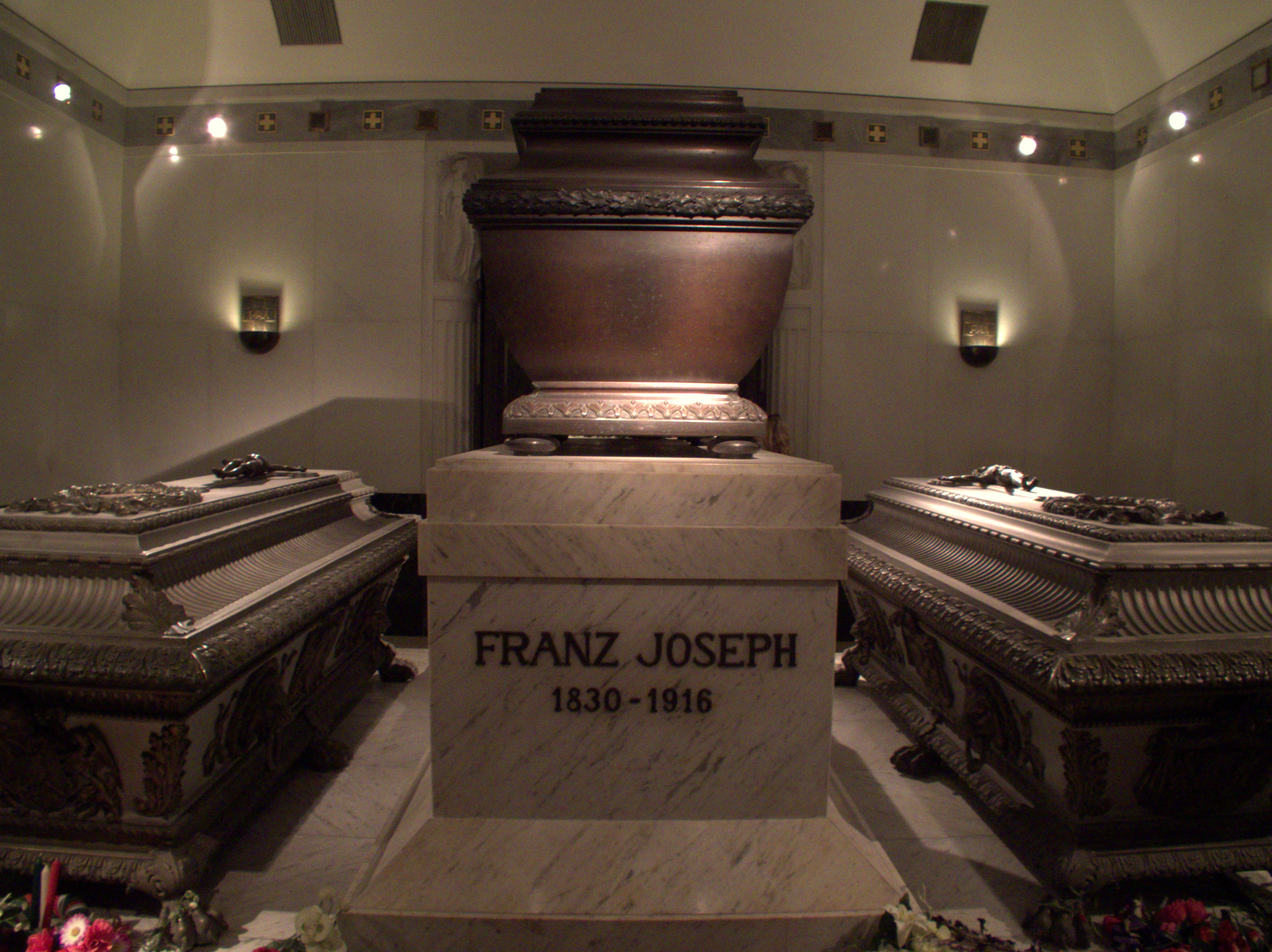
De gauche à droite : tombeaux de l'impératrice Élisabeth (« Sissi »), de l'empereur François-Joseph Ier et de l'archiduc-héritier Rodolphe.

1. François-Joseph Ier d'Autriche, empereur d'Autriche, roi de Bohême et de Hongrie (18 août 1830 – 21 novembre 1916)  (fils de François-Charles d'Autriche)
2. Élisabeth de Wittelsbach, impératrice d'Autriche, reine de Bohême et de Hongrie (24 décembre 1837 – 10 septembre 1898)  (épouse de François-Joseph Ier d'Autriche)
3. Rodolphe d'Autriche, archiduc d'Autriche (21 août 1858 – 30 janvier 1889)  (fils de François-Joseph Ier d'Autriche)

### Chapelle de la crypte (Gruftkapelle)
1. Zita de Bourbon-Parme, impératrice d'Autriche, reine de Hongrie (9 mai 1892 – 14 mars 1989) (épouse de Charles Ier d'Autriche)
2. Otto de Habsbourg-Lorraine, archiduc d'Autriche, prétendant aux trônes d’Autriche et de Hongrie (20 novembre 1912 - 4 juillet 2011) (fils de Charles Ier d'Autriche)
3. Regina de Saxe-Meiningen (6 janvier 1925 - 3 février 2010) (épouse d'Otto de Habsbourg-Lorraine)
4. Charles-Louis d'Autriche, archiduc d'Autriche (10 mars 1918 – 11 décembre 2007) (fils de Charles Ier d'Autriche)
5. Yolande de Ligne (6 mai 1923 - 13 septembre 2023) (épouse de Charles-Louis d'Autriche)[7].

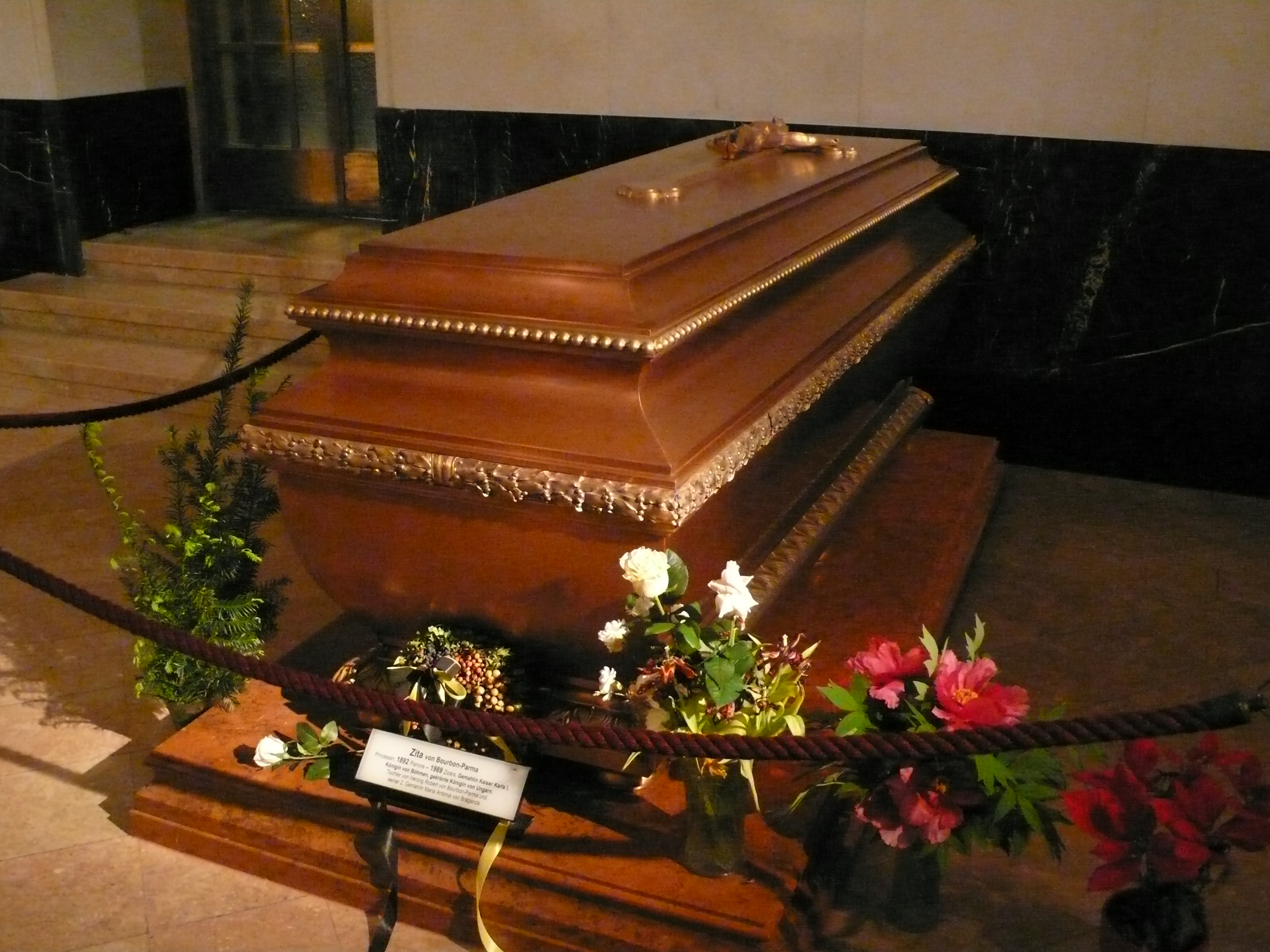
Tombeau de l'impératrice Zita de Bourbon-Parme.
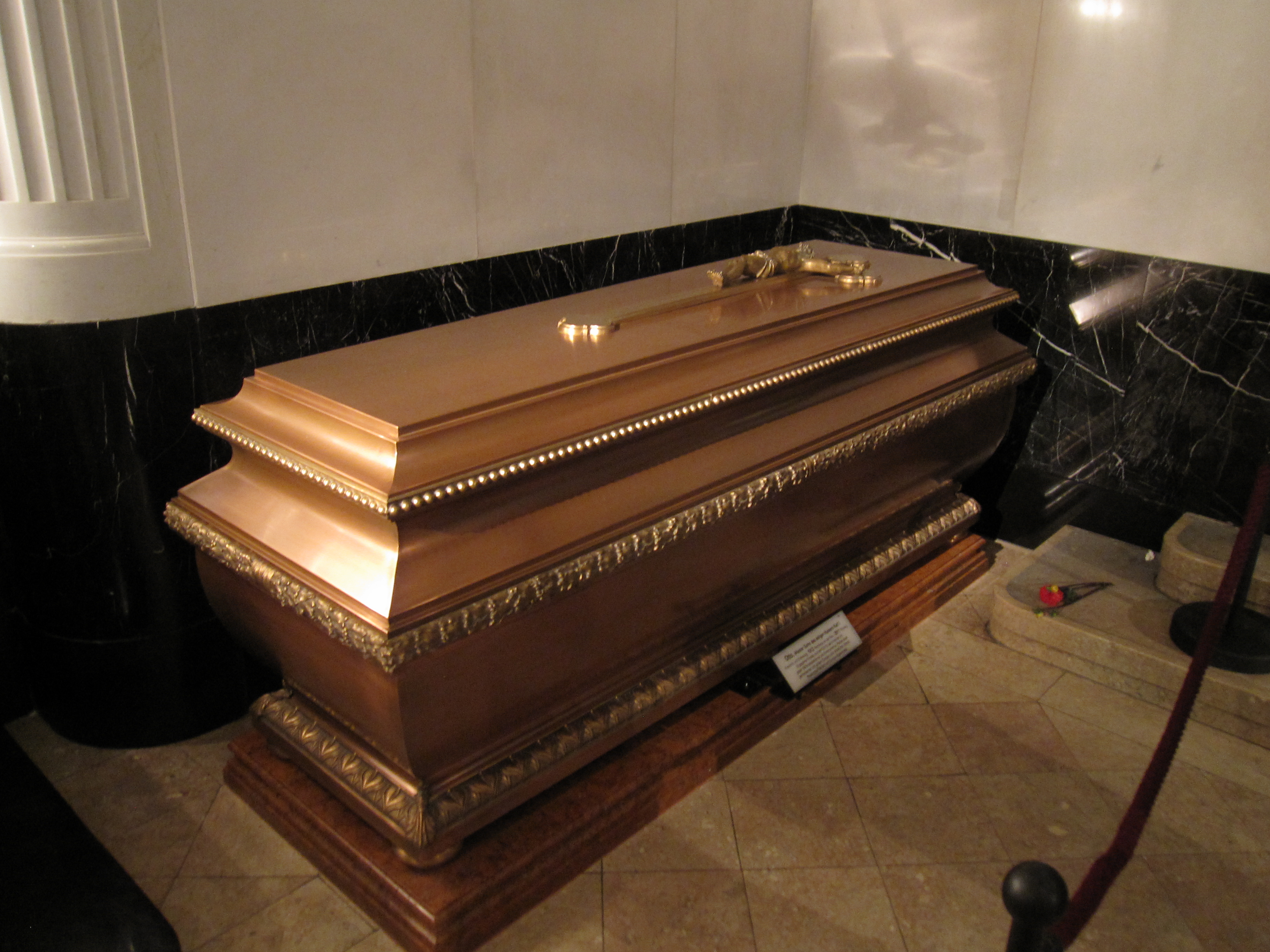
Tombeau de l'archiduc Otto de Habsbourg-Lorraine.

## Conservation des corps
Le taux d'humidité élevé de l'air dans la crypte provoque la corrosion des cercueils, dont certains sont en zinc ou en étain (peste de l'étain). De vastes travaux d'assainissement ont été exécutés depuis les années 1950, un climatiseur a été installé en 2003.

## La crypte des capucins dans la littérature
- 1938 : Joseph Roth, La Crypte des capucins, roman.

## Lieu de tournage
En 2016, une équipe de l'émission Secrets d'Histoire a tourné plusieurs séquences dans la crypte dans le cadre d'un numéro consacré à Marie-Thérèse d'Autriche, intitulé Marie-Thérèse, l'envahissante impératrice d'Autriche, diffusé le 6 juillet 2017 sur France 2.